# 哈特福德縣 (康涅狄格州)
哈特福郡（英語：Hartford County）是美国康乃狄克州北部的一個郡，北鄰麻薩諸塞州，面積1,744平方公里。根據2020年美國人口普查，共有人口89萬9,498人。與本州其餘七郡一樣，本郡既無郡治又無郡政府。
哈特福德郡成立於1666年，是康乃狄克州最早的四個郡之一。郡名來自英国的哈特福郡（Hertfordshire）。

## 地理
根據美国人口调查局的數據，哈特福德郡的總面積是1944km²（751 mi²）。陸地佔有1905km²（735 mi²），餘下之39km² （15 mi²，相等于2.02%）則為水域。

## 人口
根据美国人口调查局於2000年時所作的统计，哈特福德县有857183名居民，335098戶及222505個家庭。其人口結構如下：76.90%為白人、11.66%為黑人和非洲裔美國人、0.23%為美洲原住民、2.42%為亞洲人、0.04%為太平洋島嶼人、6.43%為其他種族、2.31%為由數個種族相合以成（即混血兒）、11.55%的人口為西班牙裔或拉丁美洲任何種族、15.2%為意大利人、11.2%為愛爾蘭人、9.1%為波蘭人、6.5%為英國人、5.7%為法國人及5.3%為德國人。
哈特福德郡共有335098戶，其中31.30%有未滿18歲的孩子與他們同住、49.20%與配偶生活在一起、13.50%是一位女人居住而沒有與丈夫同居、而33.60%是沒有成家之人。
在哈特福德郡人口中有24.60%的年齡是在18歲以下、7.80%是從18嵗至24歲的人、29.80%是從25歲至44歲的人、23.20%是45至64歲和14.70%的人在65歲以上。其人民平均年齡為38歲，每100名女性便有約92.70名男性。
此郡每戶入息中位數為50756美元，每家則為62144美元。男性的入息中位數為43985美元，而女性則為33042美元。人均收入為26047美元。約7.10%的家庭和9.30%的人口處於貧窮線以下，當中有12.90%未滿18歲、7.60%達65歲或以上。

## 外部連結
- National Register of Historic Places listing for Hartford Co., Connecticut（页面存档备份，存于）
- Central Regional Tourism District
- Hartford County, Connecticut Home Page

Template:哈特福郡 (康涅狄格州)